# Дзелзавская волость
Дзе́лзавская во́лость (латыш. Dzelzavas pagasts; устар. Зельзавская волость) — одна из двадцати двух территориальных единиц Мадонского края Латвии. Административным центром волости является село Дзелзава.

## География
Территория волости занимает 12 283 га, располагаясь на Гулбенском всхолмлении Видземской возвышенности и в Восточно-Латвийской низменности.
На территории волости находится 3 озера, крупнейшим из которых является озеро Бакану.

## История
В 1935 году площадь волости равнялась 59,74 км², а население составляло 1700 человек (784 мужчины и 916 женщин)